# Hryhorij Szałamaj
Hryhorij Martynowycz Szałamaj, ukr. Григорій Мартинович Шаламай, ros. Григорий Мартынович Шаламай, Grigorij Martinowicz Szałamaj (ur. 11 marca 1954 w Sarnach, w obwodzie rówieńskim) – ukraiński piłkarz, grający na pozycji pomocnika, trener piłkarski.

## Kariera piłkarska
Rozpoczął karierę piłkarską w klubie Awanhard Równe. W 1980 został zaproszony do Czornomorca Odessa. Latem 1983 roku powrócił do rówieńskiego zespołu, w którym zakończył karierę piłkarza w 1986. Potem występował w zespole amatorskim Silmasz Kowel.

## Kariera trenerska
Po zakończeniu kariery piłkarza rozpoczął pracę szkoleniowca. Najpierw trenował amatorski zespół Sokił Radziwiłłów. W październiku 2000 stał na czele Awanhardu Równe, którym kierował do października 2003. Potem prowadził amatorski zespół ODEK Orżew. Od września 2008 pracował na stanowisku dyrektora sportowego ODEK. W czerwcu 2013 powrócił na stanowisko głównego trenera ODEK.